# Мессина, Этторе
Этторе Месси́на (итал. Ettore Messina, род. 30 сентября 1959, Катания, Сицилия) — итальянский баскетбольный тренер. В настоящее время является главным тренером «Олимпия Милан».

## Тренерские победы

### Клубная карьера
- Евролига: 
Виртус Болонья: 1998, 2001, 
ЦСКА: 2006, 2008
- Кубок Кубков: 
 Виртус Болонья: 1990
- Чемпионат Италии: 
 Виртус Болонья: 1993, 1998, 2001, 
 Бенеттон: 2003
- Чемпионат России: 
 ЦСКА: 2006, 2007, 2008, 2009, 2013
- Кубок Италии: 
 Виртус Болонья: 1990, 1999, 2001, 2002, 
 Бенеттон: 2003, 2004, 2005
- Кубок России: 
 ЦСКА: 2006, 2007

### Карьера в сборной
сб. Италии:
- Чемпионат Европы : 1997 год
- Средиземноморские игры : 1993 год
- Игры доброй воли : 1994 год